# Peter Bermel
Peter Bermel (* 25. Juni 1967 in Hamburg) ist ein deutscher Schwimmer, der in den 1980er Jahren für die SG Hamburg startete. Er ist 1,90 m groß und wog in seiner aktiven Zeit 85 kg.
Bermel gewann mehrere deutsche Meisterschaften und war auch international erfolgreich.

## Deutsche Meisterschaften
- 200 m Lagen: 1985, 1986, 1987, 1989 und 1990
- 400 m Lagen: 1985, 1987 und 1989

## Europameisterschaften
- Im Jahr 1985 gewann Bermel bei den Europameisterschaften in Sofia Bronze über 200 m Lagen hinter dem Ungarn Tamás Darnyi (Gold in 2:03,23 min) und dem Tschechen Josef Hladký (Silber in 2:04,13 min). Seine Zeit von 2:04,47 min bedeutete deutschen Rekord.
- 1987 in Straßburg startete er über 200 und 400 m Lagen und 1989 in Bonn über 200 m Lagen, kam aber nicht in die Medaillenränge.

## Weltmeisterschaften
Bermel nahm an den Weltmeisterschaften 1986 in Madrid und 1991 in Perth teil. Sein bestes Ergebnis erzielte er in Madrid, wo er über 200 m Lagen auf Platz 4 kam.

## Olympische Spiele
Bei den Olympischen Spielen 1988 in Seoul ging Bermel über 200 und 400 m Lagen an den Start und erreichte folgende Platzierungen:
- 200 m Lagen: Platz 5 in 2:03,81 min (Gold ging an Tamás Darnyi, der in 2:00,17 min Weltrekord schwamm).
- 400 m Lagen: Platz 8 in 4:24,02 min (Gold gewann auch hier Tamás Darnyi in der Weltrekordzeit von 4:14,75 min)